# Okres Świdwin
Okres Świdwin (polsky Powiat świdwiński) je okres v polském Západopomořanském vojvodství. Rozlohu má 1093,06 km² a v roce 2023 zde žilo 43 390 obyvatel. Sídlem správy okresu je město Świdwin.

## Gminy
Městská:
- Świdwin

Městsko-vesnická:
- Połczyn-Zdrój

Vesnické:
- Brzeżno
- Rąbino
- Sławoborze
- Świdwin

## Města
- Połczyn-Zdrój
- Świdwin

## Sousední okresy
| Růžice kompasu | Kolobřeh       | Białogard, Kolobřeh | Białogard  | Růžice kompasu |
| Růžice kompasu | Łobez          | Sever               | Szczecinek | Růžice kompasu |
| Růžice kompasu | Łobez          | Okres Świdwin       | Szczecinek | Růžice kompasu |
| Růžice kompasu | Łobez          | Jih                 | Szczecinek | Růžice kompasu |
| Růžice kompasu | Drawsko, Łobez | Drawsko             | Szczecinek | Růžice kompasu |